# Mauri Rose
Maurice „Mauri“ Rose (* 26. Mai 1906 in Columbus, Georgia; † 1. Januar 1981 in Royal Oak, Michigan) war ein US-amerikanischer Automobilrennfahrer.

## Karriere
Mauri Rose startete in seiner Karriere zwischen 1932 und 1951 in 36 Rennen der AAA-National-Serie, von denen er sechs gewann. 1936 gewann er den Titel der Serie.
Zwischen 1933 und 1951 stand er 15 Mal bei den 500 Meilen von Indianapolis am Start und gewann das Rennen drei Mal. Damit ist er einer der erfolgreichsten Teilnehmer an diesem Rennen. 1941 musste er sich den Sieg mit Floyd Davis teilen, da er mit seinem ursprünglichen Wagen nach 60 Runden mit einem Motorschaden ausgefallen war. Danach übernahm er den Wagen von Davis und fuhr ihn zum Sieg.
1947 gelang ihm der Sieg, u. a. weil sein vor ihm liegender Teamgefährte Bill Holland annahm, Rose liege eine Runde zurück und diesen passieren ließ. 1948 gewann er zum dritten Mal – wiederum vor Holland. 1950 konnte er sich noch als Dritter platzieren. Nach dem Rennen von 1951, bei dem er durch einen Unfall ausschied, zog er sich vom Rennsport zurück. Da das Indy 500 von 1950 bis 1960 mit zur Fahrerweltmeisterschaft zählte, stehen für Rose auch zwei Grand-Prix-Starts und 4 Weltmeisterschaftspunkte zu Buche.
Nach seiner Karriere arbeitete als Ingenieur mit General Motors zusammen und entwickelte u. a. eine Vorrichtung, mit der Amputierte wieder Autos fahren konnten.

## Statistik

### Indy-500-Ergebnisse
| Jahr | Startnr. | Start | Qual (km/h) | Ergebnis | Runden | Führung | Ausfall                                        |
| ---- | -------- | ----- | ----------- | -------- | ------ | ------- | ---------------------------------------------- |
| 1932 | 36       | DNQ   |             |          |        |         |                                                |
| 1933 | 3        | 42    | 189,306     | 35       | 48     |         | Motor                                          |
| 1934 | 9        | 4     | 186,732     | 2        | 200    | 68      |                                                |
| 1935 | 2        | 10    | 187,424     | 20       | 103    |         | Motor                                          |
| 1936 | 36       | 30    | 183,272     | 4        | 200    |         |                                                |
| 1937 | 1        | 8     | 190,755     | 18       | 123    |         | Ölleitung                                      |
| 1937 | 42       |       |             | 173      | 12     |         | fuhr den Wagen von Miller Rd. 159–170; Kühlung |
| 1938 | 27       | 9     | 192,766     | 13       | 165    |         | Kompressor                                     |
| 1939 | 16       | 8     | 200,973     | 8        | 200    |         |                                                |
| 1940 | 7        | 3     | 202,148     | 3        | 200    | 5       |                                                |
| 1941 | 3        | 1     | 207,088     | 26       | 60     | 6       | Motor                                          |
| 1941 | 16       |       |             | 12       | 129    | 39      | fuhr Davis Wagen Rd. 72–200                    |
| 1946 | 8        | 9     | 199,637     | 23       | 40     | 8       | Unfall                                         |
| 1947 | 27       | 3     | 193,748     | 1        | 200    | 47      |                                                |
| 1948 | 3        | 3     | 207,780     | 1        | 200    | 81      |                                                |
| 1949 | 3        | 10    | 205,575     | 13       | 192    |         | Zündung                                        |
| 1950 | 31       | 3     | 212,913     | 3        | 137    | 15      |                                                |
| 1951 | 16       | 5     | 214,699     | 14       | 126    |         | Dreher                                         |

| Legende  | Legende            | Legende                                                          |
| Farbe    | Abkürzung          | Bedeutung                                                        |
| -------- | ------------------ | ---------------------------------------------------------------- |
| Gold     | –                  | Sieg                                                             |
| Silber   | –                  | 2. Platz                                                         |
| Bronze   | –                  | 3. Platz                                                         |
| Grün     | –                  | Platzierung in den Punkten                                       |
| Blau     | –                  | Klassifiziert außerhalb der Punkteränge                          |
| Violett  | DNF                | Rennen nicht beendet (did not finish)                            |
| Violett  | NC                 | nicht klassifiziert (not classified)                             |
| Rot      | DNQ                | nicht qualifiziert (did not qualify)                             |
| Rot      | DNPQ               | in Vorqualifikation gescheitert (did not pre-qualify)            |
| Schwarz  | DSQ                | disqualifiziert (disqualified)                                   |
| Weiß     | DNS                | nicht am Start (did not start)                                   |
| Weiß     | WD                 | zurückgezogen (withdrawn)                                        |
| Hellblau | PO                 | nur am Training teilgenommen (practiced only)                    |
| Hellblau | TD                 | Freitags-Testfahrer (test driver)                                |
| ohne     | DNP                | nicht am Training teilgenommen (did not practice)                |
| ohne     | INJ                | verletzt oder krank (injured)                                    |
| ohne     | EX                 | ausgeschlossen (excluded)                                        |
| ohne     | DNA                | nicht erschienen (did not arrive)                                |
| ohne     | C                  | Rennen abgesagt (cancelled)                                      |
| ohne     | keine WM-Teilnahme |                                                                  |
| sonstige | P/fett             | Pole-Position                                                    |
| sonstige | 1/2/3/4/5/6/7/8    | Punktplatzierung im Sprint-/Qualifikationsrennen                 |
| sonstige | SR/kursiv          | Schnellste Rennrunde                                             |
| sonstige | *                  | nicht im Ziel, aufgrund der zurückgelegten Distanz aber gewertet |
| sonstige | ()                 | Streichresultate                                                 |
| sonstige | unterstrichen      | Führender in der Gesamtwertung                                   |